# Česká strana státoprávní
Česká strana státoprávní (německy Tschechische staatsrechtliche Partei) známá tež jako Česká strana státoprávně radikální či Česká strana radikálně státoprávní, byla česká nacionalistická strana v Rakousku-Uhersku v období kolem roku 1900. V roce 1908 se sloučila v Českou stranu státoprávně pokrokovou.

## Historie
Historie sahá až k českému pokrokovému hnutí, jehož stoupenci, kteří odmítali rezervovaný postoj mladočechů k ústavní otázce, se rozhodli založit státoprávní stranu. Odmítnutí možné spolupráce mladočechů se socialisty bylo navíc dalším důvodem vzniku. Někteří mladočeši, například politik Alois Rašín a jeho souputníci, se následně ke straně připojili. Česká strana státoprávní představovala radikální pohled na české ústavní právo a odmítala ústavu a cís. říšskou radu, neboť ústava byla vypracována bez souhlasu lidu. V očích strany měl ústavní kompetence pouze český sněm. Pro stranu navíc nebylo řešení české ústavní otázky automaticky spojeno se setrváním v monarchii. Kromě ústavní otázky se Rašínova skupina hlásila především k zájmům podnikatelů a za důležitý úkol považovala také boj proti socialismu. Extrémní nacionalismus způsobil také k několik antisemitských výpadů, které nakonec vedly k vystoupení Rašína a jeho stoupenců ze strany na konci roku 1901. V důsledku personálních změn a z volebních důvodů se Česká strana státoprávní v dubnu 1908 sloučila s Českou stranou radikálně pokrokovou a vznikla tak Česká strana státoprávně pokroková.

## Představitelé strany
- Karel Sokol
- Antonín Sládek
- Alois Rašín
- Karel Baxa
- Jan Janča
- Jaroslav Preiss
- Vincenc Červinka

## Volební výsledky

### Říšská rada
| Volby | Hlasy | Hlasy | Mandáty | Mandáty |
| Volby | Abs.  | %     | Abs.    | ±       |
| ----- | ----- | ----- | ------- | ------- |
| 1901  | 2 271 | 0,21  | 0/425   | ▬0      |
| 1907  | 7 879 | 0,17  | 1/516   | ▲1      |

### Český zemský sněm
Hlasy z voleb 1901 jsou uvedeny za koalici s Radikálně pokrokovou stranou. Pro rok 1908 pak za koalici s radikálními pokrokáři a Českou stranou národně sociální.
| Volby | Hlasy  | Hlasy | Mandáty | Mandáty |
| Volby | Abs.   | %     | Abs.    | ±       |
| ----- | ------ | ----- | ------- | ------- |
| 1895  | 862    | 1,0   | 1/242   | ▲1      |
| 1901  | 8 954  | 3,7   | 2/242   | ▲1      |
| 1908  | 24 587 | 6,1   | 2/242   | ▬0      |